# Маруся (село)
Мару́ся — село в Україні, у Луцькому районі Волинської області. Входить до складу Городищенської сільської громади. Населення становить 8 осіб.

## Географія
Село розташоване на лівому березі річки Полонка.

## Історія
19 липня 2020 року в результаті адміністративно-територіальної реформи та ліквідації Горохівського району село увійшло до складу новоутвореного Луцького району.

## Населення
Згідно з переписом УРСР 1989 року чисельність наявного населення села становила 19 осіб, з яких 7 чоловіків та 12 жінок.
За переписом населення України 2001 року в селі мешкало 19 осіб.

### Мова
Розподіл населення за рідною мовою за даними перепису 2001 року:
| Мова       | Відсоток |
| ---------- | -------- |
| українська | 73,68 %  |
| російська  | 10,53 %  |
| угорська   | 10,53 %  |
| інші       | 5,26 %   |